# アゾジカルボンアミド
アゾジカルボンアミド（Azodicarbonamide）またはアゾビスホルムアミド（Azo(bis)formamide）は、分子式C2H4O2N4で表される化合物で、黄色から橙赤色で無臭の結晶性粉末である。食品添加物として、E番号927が割り当てられていた。1959年にJohn Brydenによって初めて記載された。

## 合成
尿素のヒドラジン処理によるビ尿素の形成を介した2段階の反応で調製され、理想的な反応式は次のように記載される。
2 OC(NH2)2 + N2H4 → H2NC(O)-N(H)-N(H)-C(O)NH2 + 2 NH3
塩素またはクロム酸による酸化によってアゾジカルボンアミドが得られる。
H2NC(O)-N(H)-N(H)-C(O)NH2 +  Cl2  → H2NC(O)-N=N-C(O)NH2 + 2 HCl

## 利用

### 発泡剤
アゾジカルボンアミドの主要な使用法は、発泡プラスチック製造の際の発泡剤としての利用である。アゾジカルボンアミドの熱分解により、窒素、一酸化炭素、二酸化炭素、アンモニアガスが発生し、これらのガスは気泡としてポリマー中に閉じ込められて発泡体を形成する。
アゾジカルボンアミドはプラスチック、合成皮革などに使用されており、純粋なアゾジカルボンアミドとしても修飾化合物としても使用される。修飾は反応温度に影響を与える。純粋なアゾジカルボンアミドは一般的に200°C付近で反応する。プラスチック、皮革などの産業で利用される修飾アゾジカルボンアミド（平均的な分解温度は170°C）には、反応を加速したり、より低温で反応する添加物が含まれている。
アゾジカルボンアミドの発泡剤としての利用の例としては、ポリ塩化ビニル（PVC）やエチレン酢酸ビニル（EVA）フォームの製造が挙げられ、高温でのガスへの分解の際に気泡を形成する。ビニルフォームは弾力性があり、滑らかな表面でも滑らないため、カーペットの下敷きやフロアマットに有用である。ビニルフォームから作られたヨガマットは1980年代から市販されているが、最初のマットはカーペットの下敷きを切ったものであった。

### 食品添加物
アゾジカルボンアミドは食品添加物として小麦粉の漂白剤及びパン生地の改良剤に用いられ、酸化剤として湿った小麦粉と反応する、主要な反応産物は尿素の誘導体であるビ尿素で、焼成中も安定である。副反応産物には、セミカルバジドやカルバミン酸エチルがある。アメリカ合衆国のファストフード産業では、否定的な世論のために添加物としては利用されていない。

## 安全性と規制
1999年のWHOによる報告では、アゾジカルボンアミドを製造したり直接取り扱ったりする職場での曝露と、呼吸器の問題、アレルギー、喘息とが関連付けられている。利用可能なデータはこうした職場環境でのものに限定されている。一般市民のアゾジカルボンアミドへの曝露に関しては、利用可能なデータが存在しないため評価不能である。WHOは、リスクレベルは不確実であり、そのため曝露レベルは可能な限り低減されるべきであると結論付けている。
一部の地域では、小麦粉の漂白剤としてのアゾジカルボンアミドの使用は段階的に廃止されている。例えば、オーストラリアとEUでは現在では食品添加物としての使用は承認されていない:548,。EUでは2005年8月から、食品と直接接触することを意図したプラスチック製品の製造におけるアゾジカルボンアミドの発泡剤としての利用が禁止されている。イギリスのHealth and Safety Executiveは、アゾジカルボンアミドを職場での呼吸器感作性物質（喘息の原因となる可能性がある物質）としており、アゾジカルボンアミドの容器には 「吸入により感作が引き起こされる可能性がある」と表示すべきであるとしている。アメリカ合衆国では、GRAS（一般に安全と認められる）とされ、小麦粉に最大45 ppmまで添加することが認められている:548,。2014年には、アゾジカルボンアミドの使用に対する世論の不安を受けて、サンドイッチフランチャイズのサブウェイとハンバーガーフランチャイズのウェンディーズは、生地改良剤としての使用を中止することを発表した。現在、Center for Science in the Public Interestは、アゾジカルボンアミドについて試験が十分に行われていないとしており、食品への使用の許容量を減らすことを提唱している。アゾジカルボンアミドは2012年にREACHによる高懸念物質（Substances of Very High Concern）の候補リストに加えられた。